# Іридодіагностика

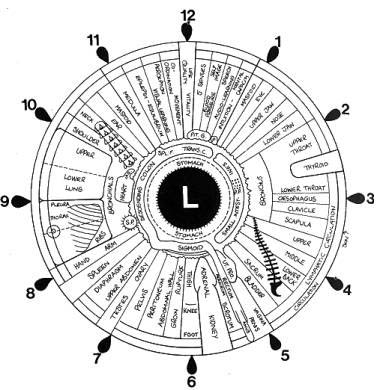
Приклад іридологічної карти, що співвідносить ділянки лівої райдужної оболонки ока з частинами лівої сторони тіла. Вважається, що зміни кольору або зовнішнього вигляду райдужної оболонки свідчать про зміни у стані здоров'я відповідної частини тіла.

Іридодіагностика або іридологія (англ. iridology також iridodiagnosis, iridiagnosis) — метод альтернативної медицини, прихильники якого стверджують, що за малюнком, кольором та іншими характеристиками райдужної оболонки ока можна отримати інформацію про системне здоров'я пацієнта. Практикуючі лікарі зіставляють свої спостереження з діаграмами райдужної оболонки, які поділяють райдужку на зони, що відповідають певним частинам людського тіла. Іридологи розглядають очі як «вікна» у стан здоров'я організму.
Іридологи стверджують, що за допомогою діаграм вони можуть відрізнити здорові органи в організмі від хворих. Іридологи стверджують, що ця інформація демонструє схильність пацієнта до певних захворювань, відображає минулі медичні проблеми або прогнозує майбутні.
На відміну від доказової медицини, іридологія не підкріплена якісними науковими дослідженнями й вважається псевдонаукою і шарлатанством. Стабільність структур райдужної оболонки є основою біометричної технології, яка використовує розпізнавання райдужки для ідентифікації особи.

## Методи

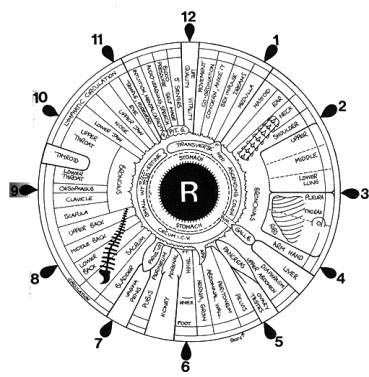
Мапа іридодіагностики правої райдужної оболонки ока людини

Іридологи зазвичай використовують таке обладнання, як ліхтарик і лупа, камери або щілинні мікроскопи, щоб досліджувати райдужну оболонку ока пацієнта на предмет тканинних змін, а також таких особливостей, як специфічні пігментні патерни й нерегулярна стромальна архітектура. Отримані дані порівнюють зі схемою райдужної оболонки, яка співвідносить зони райдужки з частинами тіла. Типові схеми поділяють райдужну оболонку на приблизно 80—90 зон. Наприклад, зона, що відповідає ниркам, знаходиться в нижній частині райдужки, перед 6 годиною. Між схемами очей існують незначні відмінності.

## Докази ефективності

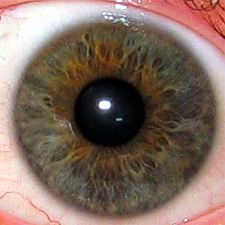
Зелено-жовта райдужна оболонка навколо прозорої зіниці

Добре контрольована наукова оцінка іридології показала повністю негативні результати, причому всі ретельні подвійні сліпі тести не змогли виявити жодної статистичної значущості її тверджень.
У дослідженні з журналу Американської Медичної Асоціації 1979 року троє різних іридологів не змогли правильно визначити захворювання нирок за фотографіями райдужок і навіть дійшли різних висновків. У цьому дослідженні Бернард Дженсен, провідний американський іридолог, та двоє інших діячів іридології досліджували фотографії очей 143 пацієнтів. У 48 з них було діагностовано захворювання нирок, а у решти нирки функціонували нормально. Один з іридологів, що брав участь в експерименті, наприклад, визначив, що 88 % нормальних пацієнтів мали захворювання нирок, тоді як інший визначив що 74 % пацієнтів, які потребували лікування штучною ниркою, були здоровими. В результаті було встановлено, що точність іридологічної діагностики не перевищує рівень випадковості.
У Британському медичному журналі (1988) було опубліковано дослідження, у якому група з п'яти іридологів не змогла достовірно відрізнити пацієнтів із каменями у жовчному міхурі від здорової контрольної групи. Наприклад, один з іридологів діагностував камені в жовчному міхурі у 49 % пацієнтів з каменями, і у 51 % — без них. Автор зробив висновок: «Це дослідження показало, що іридологія не є ефективною діагностичною методикою».
У 2005 році було проведено дослідження, яке перевірило ефективність іридології в діагностиці поширених форм раку. Досвідчений лікар-іридолог обстежив очі 110 випробовуваних, з яких 68 мали підтверджені діагнози раку молочної залози, яєчників, матки, простати або товстої кишки, а 42 — не мали жодних медичних доказів раку. Лікаря, який не знав їхньої статі чи медичних даних, попросили поставити діагноз кожній людині, а потім його результати порівняли з відомим медичним діагнозом кожного суб'єкта. Дослідники дійшли висновку, що «іридологія не має жодної цінності для діагностики раку, що розглядався в цьому дослідженні».
У 2015 році Департамент охорони здоров'я уряду Австралії опублікував результати огляду альтернативних методів лікування, який мав на меті визначити, чи підходять вони для покриття медичним страхуванням. Іридологія була однією з 17 оцінених терапій, для якої не було знайдено чітких доказів ефективності.